# Gerhard Schmidinger
Gerhard Maximilian Schmidinger (* 17. August 1943 in Linz) ist ein österreichischer Komponist.

## Leben
Gerhard Schmidinger erhielt während seiner Schulzeit am Stiftsgymnasium Wilhering Stimmunterricht bei Hilde Gaul und Balduin Sulzer. Im Jahr 1962 maturierte er ebenda. In den Jahren von 1963 bis 1967 studierte er am Prayner Konservatorium bei Karl Etti und parallel dazu bis zum Jahr 1971 an der Universität Wien Medizin, Philosophie und Kunstgeschichte sowie Theaterwissenschaft bei Heinz Kindermann und Margret Dietrich.
Nachdem er im Jahr 1974 im Rahmen einer Welttournee für Filmdokumentation die Länder Sibirien, Japan, die USA und Mexiko bereiste, arbeitete er von 1975 bis 1981 am Bundesoberstufenrealgymnasium Bad Leonfelden und am Bundesrealgymnasium Rohrbach als Musikerzieher.
Seit 2005 lebt Schmidinger als freischaffender Komponist in Vorderweißenbach.

## Auszeichnungen (Auswahl)
- 1971: Musikpreis des Wiener Kunstfonds[1][2]
- 1974: Förderung durch die Oberösterreichischen Landesregierung[1][2]
- 1974: Jahresstipendium des Bundeskanzleramts Österreich für Kunst und Kultur[1][2]

## Werke
Sein Werk, das vor allem kammermusikalische Kompositionen sowie Arbeiten für das Musiktheater und andere Vokalmusik umfasst, wurde von Robert Fludd und Roman Haubenstock-Ramati beeinflusst und basiert auf der antiken Sphärenharmonie sowie der Entsprechung zwischen Mikro- und Makrokosmos. Inspiriert wurde er außerdem von den Farbkompositionen Brigitte Johanna Wasmeyers und den Schriften Franz Bardons.
- Kennst du das Land – Invention zu Johann Wolfgang von Goethe für mittlere Stimme und Klavier (1958)[3]
- Abschied vom Ende – Wortballett für Körper, Seele und Geist (1965)[3]
- Missa Alchimista – für 4 Solisten und 4 Instrumente (1980)[3]
- Augen – Musterung für Duo und Publikum (1968)[3]
- Mini – Operette für Mädchen, Klavierspieler, Hirtenflöte und Mikrophon (1968)[3]
- Vereisungslieder – für Quartett und Tonband (1968)[3]
- Composizione senza principio – Symphonie für Menschen, Mimen und andere Instrumente (1969)[3]
- Mono-Oper – Nacktdemonstration gegen gesellschaftliche Ritualisierung und Beschmutzung der schöpferischen Künstler (1970)[3]
- O1 – Ballade (1970)[3]
- Nona Bunraki – Singspiel für Clown-Terzett (1970)[3]
- Emilia Galotti – Bühnenmusik zum gleichnamigen Stück von Gotthold Ephraim Lessing (1970)[3]
- Kußoper und Intermedium vom Tod der Zeit – für Kammerensemble (1971)[3]
- Ewigkeit. Elektro-Magnetische Symphonie – Musique concrète (1971)[3]
- Maria Magdalena – Festspiel für Solisten und Volksmusikanten nach Friedrich Hebbel (1973)[3]
- Carmina (1974/1995)[3]
- Mühlviertler Erlösungs-Passion – für Laienspieler (1974)[3]
- Song of Trennung – Haupt- und Staatsaktion (1974)[3]
- Die Ursprungsoper – Sieben Tage Harmonie für 100 Musiker (1974–1981)[3]
- Versuch einer Wahrheit – Konsequenz in zehn Stufen (1975)[3]
- Aktions-Oper – für Komponist und Konsument (1976)[3]
- Ödipus und Sphinx – Untergang der Selbstüberschätzung – Szenatorium (1979)[3]
- Mühlviertel-Zyklus – Fünf Lieder für Kinderchor nach Texten von Brigitte Johanna Wasmeyer-Baumbusch (1979/1980)[3]
- Der Welten Hymnos – für 10 Instrumente, Sänger und Tänzerpaar (1981–1983)[3]
- Prozesse (1983)[3]
- Kammermusik: „Zehn-Sphären-Schlüssel“ – Eine Klangplastik (1985–1988)[3]
- Gold der Weisen (1985–1995)[3]
- Concert: „Tor des Nichts“ – Glyphe des Inneren Hörens (1987–1989)[3]
- Manuscript – Afiesl, ein Schockbuch (1989–1995)[3]
- Ballett: „Geheimnis“ – Schattenspiel (1991–1996)[3]
- Sternwaldsymphonie – für Solostimme(n), Soloinstrument(e), Orchester und Chor (2000–2010)[3]
- Die Flucht von Adolf Hitler – eine Entlarvung – Oper im drei Akten für vier Stimmen, Chor und Orchester nach Texten von Abel Basti (2013–2016)[3]